# Kariofag

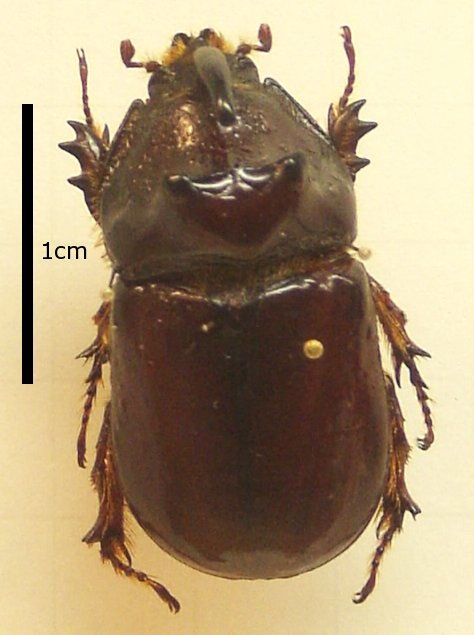
Rohatyniec nosorożec z rodziny poświętnikowatych.

Kariofag, próchnojad – saproksylofag, odżywiający się próchnem.
Spośród chrząszczy do kariofagów należą m.in. liczni przedstawiciele poświętnikowatych i jelonkowatych. W grupie tej znajduje się wiele zagrożonych gatunków stenotypowych. W faunie Polski reprezentują je np. dębosz żukowaty, wynurt lśniący, pachnica dębowa, zacnik zdobny, zacnik czarny, wepa marmurkowana, kwietnica okazała, kruszczyca złotawka, orszoł prążkowany czy rohatyniec nosorożec.